# Padergnone (Vallelaghi)
Padergnone (Padergnón o Padrignón in dialetto trentino) è una frazione di 809 abitanti del comune italiano di Vallelaghi in provincia di Trento.
Ha costituito comune autonomo fino al 31 dicembre 2015, dopodiché dal 1º gennaio 2016 assieme ai comuni di Terlago e Vezzano, forma il nuovo comune di Vallelaghi.

## Storia

### Segni di Roma
Il primo atto amministrativo in grado di coinvolgere delle istituzioni della Conca dei Due Laghi sembra essere quello consumato nel secondo secolo d.C. dal toblinese Druìno, il quale, in qualità di amministratore dei campi dei Toblinati, dovette versare duecento sesterzi al collustrione vezzanese per ottenere l'autorizzazione alla costruzione del tempietto dedicato ai fati e alla fate, di cui parla la lapide murata in Castel Toblino.
Con i suoi tre siti funerari d'epoca romana (quello di Sottovi, della Croce e dei Cantoni) e con l'ospitalità data alle famiglie di coloni romani (i Paterni e i Barbati) ai fini della produzione del vino retico, l'area padergnonese, compresa com'era fra il collustrio vezzanese a nord e il complesso abitativo dei Tublinates a sud, diede il suo specifico contributo alla romanizzazione (molto intensa) della Valle dei Laghi e partecipò alla formazione del pagus tardo-imperiale che la interessava. Quest'ultimo si poneva come intermedio fra il territorio del muncipium Tridenti (eretto nel 46 d.C.) e quello del pagus Nomassi (Lomaso) in Giudicarie.
I pagi, naturalmente, erano tenuti (alla lontana) a rispettare le leggi romane, ma a livello locale ubbidivano, coll'andare del tempo, alle disposizioni dei magistri pagorum e dei curatores pagi, che si servivano delle cosiddette leges paganae (antenate dei futuri statuti comunali) ed erano dotati di tutte le competenze riguardanti la gestione del culto e di ciò che allora costituiva i pubblici servizi. Già in età augustea il municipium trentino, con confine al Gaidoss, venne assegnato alla tribù Papiria, ma il territorio fu attribuito alla tribù Fabia, appartenente al municipium di Brescia. Le terre attualmente trentine costituivano l'ultima propaggine settentrionale della X Regio Italica. Più oltre si profilavano le aree provinciali della Raetia e della Vindelicia.

### Verso la rarefazione istituzionale
L'eco delle istituzioni romane resse anche nel 268 d.C., quando un esercito minaccioso di Alemanni, penetrato nell'attuale Valle dei Laghi, fu sconfitto a stento dall'imperatore Claudio II nella piana di Riva. Da allora un castrum, collocato sul Castìn, vegliava sulla conca padergnonese, e la zona divenne importante, oltre che per motivi economici e civili, anche per ragioni militari. I soldati cristiani, apportatori di reliquie, la resero significativa anche dal punto di vista religioso: è probabile che ad essi risalga, infatti, il culto cristianizzatore di San Valentino, di Santa Massenza e dei santi Nerei.
Gli Alamanni tornarono nella zona anche nel 271; nel 452 giunsero gli Unni, nel 464 gli Alani e nel 476 i Goti. Erano spinti a percorrere la terra dalle temibili fortificazioni erette in Valle dell'Adige, incoraggiati dalla viabilità locale messa a punto da secoli di presidio militare romano. Intorno ai magistri pagorum e ai curatores pagi (come il toblinese Druino) si andavano condensando alla bene e meglio i futuri nuclei delle pievi. Era iniziato il tempo della rarefazione istituzionale soprattutto delle campagne, temperata soltanto dall'insorgenza delle eredi di pagi: le pievi rurali.
Quando, nella seconda metà del secolo VI, arrivarono i Longobardi, San Martino in monte divenne terra di frontiera. Come tutti gli altri San Martino che compongono il sistema giudicariese, anche il territorio dei due laghi fu sede di una guarda inerpicata sull'omonimo gahagi, dove gli arimanni custodivano gelosamente la loro identità ariana contro quella cristiana dei conquistati. La piccola chiesa dall'abside quadra, quando anche i longobardi si fecero cristiani, fu intitolata al santo vescovo di Tours, la cui vita è il paradigma dell'esistenza di questo popolo. San Martino fu confine fra la diocesi di Milano e quella di Aquileia, la prima fedele, nelle controversie teologiche della seconda metà del secolo VI, alla chiesa romana, e l'altra propugnatrice, fino agli inizi del secolo VIII, dello scisma tricapitolino.
I Longobardi non erano un popolo molto compatto. Fra il re e i nobili, detti duchi, non correva buon sangue. Fino ad un certo momento la zona appartenne al patrimonio regio, ma in seguito il potente duca di Trento Evìno (morto nel 595) annetté al suo ducato (gau), che confinava con quello di Brescia, anche il territorio padergnonese con tutta l'odierna Valle dei Laghi e forse anche il Basso Sarca. Nonostante essa dovesse risentire ancora per molto della sua situazione di frontiera, fu verosimilmente questa circostanza a costituire la prima formale (e debole) assegnazione della zona alla sfera istituzionale trentina. Accanto al gau trentino si andava configurando la ripartizione territoriale della Judicaria Summa Laganensis, che comprendeva il Basso Sarca, Le Giudicarie, le Valli di Ledro e del Chiese, e dipendeva direttamente dal re o, in suo nome, da un giudice con poteri autonomi rispetto ai duchi.
I Longobardi impiegarono quasi cento anni ad imparare il latino e a capire che i reati andavano puniti dalla legge e non con fàide di famiglia, e che in caso di controversie giudiziarie ci volevano prove e testimoni anziché improbabili giudizi di Dio. Dei latini sottomessi, quelli che non erano schiavi erano solo semiliberi gravati di pesanti tributi. Ciò nonostante la gente del luogo imparò più dai Longobardi che da qualsiasi altro popolo invasore. I Longobardi davano grande importanza alle assemblee, che erano tutelate dall'Editto di Rotari (643), tanto quelle règie e quelle generali degli arimanni (art. 8), quanto quelle ducali o placiti e quelle pievane, chiamate conventus ante ecclesiam o fabulae inter vicinos (art. 346). I vicini avevano diritto di prestare giuramento in mancanza di uno dei giudici detti sacramentales; ad essi spettava l'arbitrato per stabilire eventuali danni provocati al bestiame o verificatisi in seguito ad incendio doloso. Era anche riconosciuta ai vicini una forma di proprietà comune, indivisa e indivisibile, ignota al diritto romano e matrice dei futuri usi civici. Fu da questa cultura vicinale longobarda che poterono nascere, più tardi, Regole e Comuni.

### L'istituzionalizzazione della pieve
La Chiesa di Roma non amava gli ariani Longobardi, e più di una volta si rivolse ai Franchi per toglierli di mezzo. Delle varie incursioni franche in territorio longobardo, quella del 590, comandata da Cedino, ebbe la ventura di distruggere il castrum Vitiani, per poi inoltrarsi oltre il Casale a radere al suolo il castrum Ennemase (Lomaso). Dopo che i Franchi, nel secolo VIII, scesero per conquistare, il circondario padergnonese fece parte del Sacro romano impero di Carlo e poi del Sacro romano impero Germanico dei Sassoni e del Franconi.
Carlo dei Franchi lasciò dapprima i duchi al loro posto, dopo aver sterminato con inaudita ferocia ogni rimasuglio di arianesimo nostrano: la sua violentissima dearianizzazione è consegnata al leggendario racconto delle sue imprese contenuto nel Privilegio di Santo Stefano di Carisolo. In seguito, però, egli riempì la zona di conti e di marchesi di origine franca, trasformando anche il ducato di Trento prima in contea e poi in marca. I Franchi introdussero il sistema feudale: secondo loro l'unico proprietario del mondo era l'imperatore sacro e romano, il quale, con le buone o con le cattive, concedeva in beneficio a certi suoi fedeli feudatari (abilitati a ripetere in proprio l'operazione in scala ridotta) qualche territorio con la gente che ci abitava e che faceva tutt'uno con la terra.
Mentre i Longobardi avevano favorito, con l'andare del tempo, la piccola proprietà privata o allodiale e la proprietà collettiva o vicinale, e avevano mantenuto le distanze dalla Chiesa di Roma, i Franchi favorivano la servitù della gleba e si dedicavano soprattutto al clero, verso il quale erano straordinariamente prodighi di benefici. Nell'area trentina essi vanno ricordati soprattutto per l'istituzionalizzazione delle pievi e soprattutto delle decime. Queste ultime erano in vigore fin dagli albori delle pievi, assumendo 
allora però la modalità di versamento spontaneo dei ricchi e dei potenti al fine dell'alimentazione del tesoro per i poveri. A partire dalla regola di Aquisgrana, emanata da Ludovico il Pio nell'816, la decima venne secolarizzata con una caratteristica duplice inversione: da una parte venne istituzionalizzata, resa obbligatoria e addossata alle classi meno abbienti a favore del ceto clerico-feudale, e dall'altra fu parificata alle imposte civili, fino a quando, nella prima metà del secolo XX, venne abolita come privilegio feudale.

### La congerie istituzionale e la confederazione del Pedegaza
Il circondario padergnonese divenne, nella prima metà del secolo XI, parte integrante del Principato vescovile di Trento, dal quale sarebbe uscito soltanto dopo ottocento anni. La collocazione politico-amministrativa di un'unità insediativa medievale è frutto della congerie istituzionale tipica del tempo. Il Principe vescovo di Trento era suddito immediato del Sacro Romano Impero ed insieme risultava posto sotto avvocazia del Conte di Tirolo che, dal XIV secolo in avanti, era anche arciduca d'Austria e spesso anche imperatore. Nel Principato Padergnone era posto nella Pretura esterna ultra Athesim, con tutte le altre comunità del Bucco di Vela fino a Cavedine, mentre il nome di Pretura interna era riservato alla città di Trento, e quello di Pretura esterna citra Athesim designava le comunità di sponda sinistra dell'Adige. Ad iniziare almeno dal secolo XIII la Pretura esterna venne divisa per ragioni fiscali in varie gastaldìe. Padergnone era compreso, insieme con Vezzano e il Pedegaza, nella gastaldia di Maiano con sede a Santa Massenza o a Ciago, mentre a nord-est si estendeva la gastaldia di Oveno (Sopramonte) e a sud la gastaldia di Arco.
Di grande importanza religiosa, e quindi civile, era poi la collocazione pievana, che vedeva Padergnone inserito nella pieve di Calavino, che confinava, fino almeno al secolo XII, con la pieve di Santa Maria di Trento e con quella di San Lorenzo del Lomaso. Più tardi si costituirono la pieve di Sopramonte, con sede a Baselga (prob.1183), la pieve di Cavedine (prob.1267) e forse la pieve di Terlago (1445). Infine v'era la collocazione comunitaria, che metteva insieme in una rudimentale confederazione, con vari e differenziati vincoli, Padergnone con quello di Vezzano e gli altri del Pedegaza.

### Gli Statuti quattrocenteschi e il sodalizio vezzano-padergnonese
La storia statutaria padergnonese ha inizio il 2 aprile 1420, quando gli Antiani et majores ac regulani villarum Vezani et Padrignoni ottengono i primi Statuti da Antonio da Molveno, vicario del conte di Tirolo Federico Tascavuota, che in quel periodo aveva occupato la città di Trento e fatto esiliare il principe vescovo Giorgio di Liechtenstein. La concessione era probabilmente legata ai servigi che la nostra gente aveva prestato al Tascavuota, allorché s'era sentito il bisogno di rimettere in sesto il forte del Castìn per contrastare le puntate verso Trento del Lodron, alleato del vescovo. Naturalmente questi primi Statuti, redatti in latino e quindi sintomatici di una composizione abbastanza elitaria dell'autorità costituita, non si pongono come generatori delle cariche e delle norme locali, ma piuttosto come ricognitori e formalizzatori delle stesse, già di per sé presenti da secoli sul territorio padergnonese.
Il sodalizio vezzano-padergnonese aveva avuto modo di cementarsi a partire fin dal secolo XIII (1208), durante i vari episodi della lite per Arano, che vide le due Comunità contrapporsi in solido a quelle di Vigolo e di Baselga per lo sfruttamento di un territorio compreso fra il corso iniziale della Roggia Grande e l'acqua del ferèr, e denominato, appunto, Arano. La controversia ebbe termine nel 1467 con la spartizione delle rispettive zone d'influenza, e negli atti dell'ultimo processo compare anche un'autorità padergnonese: ser Tonino da Padergnone. Il sodalizio si mantenne vivo anche nei secoli XV e XVI, quando i vezzano-padergnonesi si scontrarono con i confederati del Pedegaza e con altre Comunità limitrofe nella controversia sui fuochi. La materia del contendere (comune a tutta la realtà trentina) riguardava questa volta la scelta della figura fiscale dei foci fumantes in alternativa a quella dei foci dudum descripti. La seconda era preferita da quelle comunità che, come le nostre due, avevano avuto un saldo demografico positivo, mentre la prima era ambita da quelle che avevano subìto una contrazione della popolazione.
La controversia sui fuochi, nella quale i Vezzano-padergnonesi prevalsero quasi sempre, è molto bene indicativa del medievale regime dei privilegi, e in una delle sue fasi, quella del 1409, troviamo espressamente dichiarata la volontà delle due Comunità di separarsi dal Pedegaza. La soluzione si ebbe nel novembre del 1527. Si era appena conclusa la guerra rustica, durante la quale Cavedine, Terlago e il Pedegaza avevano unito le loro forze per assaltare Trento, mentre invece i Vezzano-padergnonesi avevano protetto la fuga del vescovo Bernardo, e l'avevano scortato sino alla rocca di Riva. Il Cles, allora, decretò che i Vezzanesi e, dato il sodalizio, anche i Padergnonesi, come si erano staccati dal Pedegaza nella fedeltà al loro principe, così siano separati in tutto e per tutto dagli uomini del Pedegaza e possano eleggersi e avere il proprio sindaco e gli altri ufficiali.

### Gli Statuti in solido (o quasi)
La nuova realtà del sodalizio senza vincoli confederali è suggellata negli Statuti comuni vezzano-padergnonesi del 1579-80, concessi ed approvati per la prima volta dal principe Ludovico Madruzzo. Lo stato attuale della conoscenza delle fonti ci autorizza a ritenere che fra le due Comunità, sino almeno al 1788, esistessero dei tratti tanto di identità quanto di diversità. In un documento del 1570 si parla di un'unica vicinitas che dev'essere mantenuta concorde. In altri del 1727 e del 1743 si dice che detti Vezzani e Padergnoni sono un solo comune. Alcuni articoli degli Statuti comuni sono riferiti al solo Vezzano o al solo Padergnone, ma la maggior parte sono cumulativi. In alcune approvazioni degli stessi Statuti si parla di entrambe le Comunità, mentre in altre del solo Vezzano. Quando, nel 1777, il maggiore padergnonese Giacomo Biotti chiede al principe l'approvazione dei capitoli aggiuntivi, si premura di consultare i convicini.
D'altra parte la copia padergnonese degli stessi Statuti comuni porta una titolazione diversa dalle copie vezzanesi e reca un numero diverso di capitoli (131 contro 133), uno dei quali, molto importante, non compare in quella vezzanese. Negli Statuti comuni compaiono regole, maggiori ed altre autorità esclusivamente padergnonesi. In montagna, secondo un documento del 1680, esistevano beni comunali esclusivamente padergnonesi, e secondo il capitolo 116 degli Statuti comuni i vicini di Padergnone non possono essere astretti a far malga con quelli di Vezzano. Negli Statuti comuni non si fa mai menzione della normativa sul lago, la quale doveva quindi essere formalizzata a parte e solo per Padergnone. A seconda che si privilegino i tratti identici oppure quelli diversi, si può parlare rispettivamente di sodalizio forte oppure debole.

### I maggiori dalla roda all'elezione in terna
I maggiori (i capi della comunità) e i loro aiutanti, i saltàri, avevano il compito di attuare e far rispettare la variegatissima normativa locale presente negli Statuti. Essi erano elletti drio la roda, cioè scelti a turno nella regola, assemblea dei rappresentanti di famiglia. Se a rappresentare la famiglia era, però un pupillo (orfano), oppure una vedova, la roda doveva seguitare inanti. Secondo la pergamena civica, i primi maggiori esclusivamente padergnonesi (e quindi non più in comune con Vezzano) eletti drio la roda (Valentino di Luchi e Mathe Sembenotto) prestarono giuramento l'11 novembre 1612. I maggiori del 1612 segnarono, dunque, un notevole affievolimento del sodalizio. Negli antichi documenti si trovano spesso nomi di altri maggiori padergnonesi: Nicolò Bernardi e Aliprando Beatrici (1637), Giovanni Bernardi (1667), Jacobo Chemello e Aldrighetto Frizera (1669), Paolo Fantinello e Antò Conzetta (1675), Baldessar Beatrici (1710), Valerio Todeschi e Francesco Luchi (1727), Antonio Chemelli (1768), Giacomo Biotti (1777, propositore dei capitoli aggiuntivi), Giovanni Maria Morelli (1787).
Nel 1635 venne affiancato ai maggiori il consiglio segreto dei dieci, un gruppo di dieci huomini da bene et buona fama che doveva essere scelto e fatto giurare dai maggiori nuovi subito dopo la loro elezione. La loro funzione era di notevole rilevanza civile e sociale, ed assai singolari le loro modalità d'azione: tener la ragion, e la giusticia del ben publico e tener secreto quanto si tratta in detto consiglio. Si tratta di una forma assembleare assai diversa da quella della  regola, che era perfettamente pubblica e palese. Più tardi, però, nel Settecento, mutò la modalità di elezione dei maggiori. Un po' alla volta il meccanismo della roda, molto imparziale ma sostanzialmente cieco, lasciò il posto ad un compromesso tra l'istanza aleatoria e un elemento di responsabilità: si mettevano cinque capi di famiglia vicini in sorte per l'uno di questi essere cavati in sorte.
Nelle quarantacinque pergamene padergnonesi [1474-1669], prelevate dall'Archivio del Comune nel 1907 e depositate presso la Biblioteca Comunale di Trento, troviamo vari interessanti riferimenti alle nostre istituzioni comunitarie. Nel primo decennio del secolo XVI Padergnone, insieme con Vezzano, dovette nominare degli arbitri per definire i confini comunitari contro Calavino, Madruzzo e Lasino. Nel 1622, la comunità, ormai forte dell'elezione di maggiori in proprio, vendette, in seguito a deliberazione nella Regola, un campo al dos Padergnon a Valentino Chemelli del fu Matteo. Nel 1631 in Trento il comune procedette ad un accomodamento con i fratelli Domenico e Valentino del fu Antonio Todeschi di Padergnone, abitanti a Mattarello. Nel 1632 Nicolò Bernardoni del fu Giacomo di Lasino dimorante in Padergnone vendette a codesto comune un affitto di staia 18 e 1/3 di frumento. Nel 1667 Giovanni del fu Antonio Danieli di Madruzzo liberava Giovanni del fu Bartolomeo Bernardi di Padergnone per il Comune dal pagamento di 100 Ràgnesi. Nel 1669 Giacomo del fu Bartolomeo Bernardi vendeva al comune di Padergnone una casa sita in codesta borgata. E sempre nelle stesso anno i Maggiori del comune di Padergnone dichiaravano assollto il medesimo Giacomo del fu Bartolomeo Bernardi di detto loco da qualsiasi pretesa circa l'eredità di don Antonio Bernardi già curato di Padergnone.
E finalmente si arrivò alla riforma istituzionale del 1788, la quale decretava l'elezione, a maggioranza di voti e con una nuovissima pregiudiziale censitaria (18 Carentani di beni ad estimo), partendo da una terna di capi famiglia conosciuti i più onorevoli e giusti, non più di due maggiori, ma di un maggiore e di un regolano, il quale assumeva pure competenze giudiziarie di bassa giurisdizione (cause per danni inferiori alle cinquanta lire). Conseguentemente veniva potenziata la (ricoperta comunque anche prima) funzione di polizia giudiziaria del saltàro ed il ruolo tecnico-ausiliario del vari giurati (primo giurato, giurato seniore, giurato stimadore). I Capitoli di Riforma e Nuovi del 1788 costituiscono a tutt'oggi la prima articolata normativa padergnonese che si presenti nettamente differenziata rispetto a Vezzano, e rappresentano, insieme con la separazione dei beni rimasti comuni in montagna del 1756, il crepuscolo del secolare sodalizio vezzano-padergnonese.
Alla fine del Settecento, dunque, le vecchie istituzioni statutarie erano dotate di poteri (relativamente) forti. Avevano competenze esecutive (maggiore, primo giurato e giurato seniore), competenze basso-giurisdizionali (regolano), funzioni di polizia giudiziaria (saltaro, giurato stimadore), importanti funzioni delegate come l'esazione delle collette per fuochi affidate allo scossore di còlta, e svariate e complesse mansioni di polizia urbana come la manutenzione stradale e la regolamentazione di tutta la vita associata (controllo del peso del pane, del buon ordine delle vendemmie, della vendita delle bestie macellate, delle misure dei liquidi e dei grani; sorveglianza dei campi, dei boschi, delle strade, delle fonti idriche e dei corsi d'acqua in genere; prevenzione dei furti e disciplina dei forestieri).
Ovviamente i bilanci comunitari, oltre a non essere formalizzati e forse nemmeno redatti, non potevano certo essere consistenti. Alimentavano le casse comunitarie alcuni poderi bonificati (degressa e divisa) che erano concessi in locazione trentennale a privati, qualche pezzo di terra dato a mezzadria (come il campo del commùn verso Limbiàc), qualche stabile lasciato in donazione, la terza parte di qualche multa (o, più spesso, data la rarefazione monetaria, i pegni corrispettivi), e soprattutto le tasse pagate dai forèsti per l'uso dei beni comunali. La nostra cancelleria trovava luogo, insieme con la canonica, in via al Doss (attuale via s.Valentino), all'inizio del tratto urbano della strada imperiale che, almeno fino a metà secolo XIX, scendeva dai Busoni, scavalcava i Crozzoi e proseguiva per Calavino attraverso le Spelte: lo dimostra la pergamena n. 44, secondo la quale nel 1669 il Comune comprava una porzione di casa confinante a mattina con la via pubblica [via al Dòss], a settentrione con Cristoforo Sembenotti, a mezzogiorno con una porzione di casa comunale e a sera con la via corsortile.

### Il Distretto (bavarese) di Vezzano
La riforma del 1788 poté essere applicata per pochissimo tempo, ma era foriera di ben altri mutamenti. Nel 1796 e nel 1797 i francesi vennero a Trento per contestare la gestione vescovile del potere temporale. 
Quando se andarono per davvero (1801), l'ex territorio del principato veniva annesso alla fedelissima provincia tirolese (1802) ed erano abolite regole e cariche comunitarie (1805), anche se per vischiosità esecutiva abbiamo notizia di saltàri, maggiori e regole almeno fino a tutto il 1806.
Il governo austro-tirolese durò, in quel frangente, a malapena un triennio, perché nel 1806 Padergnone venne annesso al Regno di Baviera, alleato dei francesi. I 370 antichi Comuni trentini vennero riuniti nel Circolo dell'Adige (Provincia del Tirolo) con Trento capoluogo, a sua volta suddiviso in quattordici Giudizi distrettuali (tra cui quello di Vezzano con Padergnone e tutta l'odierna Valle dei Laghi), i quali espletavano le funzioni giudiziarie che prima erano appannaggio delle abolite Regolanerie maggiori e minori (come quella padergnonese del 1788), definite istanze intermedie, incompatibili con le nuove organizzazioni dei Giudizi Distrettuali. Questi ultimi avevano anche competenze di controllo fiscale e politico, e nominavano i capi dei Comuni detti capi delle ville. Fu sotto i Bavaresi che la Comunità padergnonese stese nel 1807 il primo bilancio formale della sua storia: Dello stato attivo, e passivo, come pure delle annue sistemizzate, e straordinarie entrate, e spese della Comune di Padergnone soggetta al Regio Giudizio di Vezzano. All'attivo risultavano 9.680 fiorini, mentre quelli al passivi erano ben 11.167.

### Nel Municipio di Calavino
Nel giugno del 1810 si verificò un nuovo notevole cambiamento. Il Trentino e tutto il Tirolo meridionale vennero assegnati al filofrancese Regno d'Italia col nome di Dipartimento dell'Alto Adige, suddiviso in Distretti (Bolzano, Trento, Cles, Riva e Rovereto) a loro volta ripartiti in Cantoni giudiziari. La Valle dei Laghi veniva tolta alla precedente giurisdizione vezzanese ed inserita nel Cantone giudiziario di Trento. I 370 Comuni trentini furono ridotti a 107 Municipi e Padergnone venne assegnato, con Lasino e Cavedine, al Municipio di Calavino, il quale, non raggiungendo i tremila abitanti, figurava di terza classe ed era retto da un Sindaco, assistito da alcuni Savi e dal Consiglio. In applicazione del Codice civile napoleonico gli ecclesiastici vennero privati delle funzioni di stato civile, e le nascite, le morti e i matrimoni dovevano essere registrati sui libri della municipalità da parte dell'aggiunto di stato civile, prima che sui tradizionali libri parrocchiali o curaziali, ritenuti niente di più che delle semplici carte private.

### Dalle Regole ai Regolamenti
Fra il 1814 e il 1815 il Trentino fu reinserito nell'asburgica Contea principesca del Tirolo, la quale pensò subito (dicembre 1814) a restituire al clero le funzioni di stato civile, e più tardi anche la facoltà di rilasciare i certificati di povertà per il sussidio, e il nulla osta per il rilascio del permesso politico di matrimonio. Progressivamente venne abolita la precedente concentrazione dei comuni trentini, passando dai 107 municipi a 388 comuni. Padergnone fu sciolto dalla sua dipendenza da Calavino e si resse da solo, incluso nel Capitanato Circolare di Trento e nel ricostituito Giudizio distrettuale di Vezzano, del quale i Padergnonesi si servivano non solo per le faccende giudiziarie e fiscali (Distretto steorale), ma anche per questioni amministrative come registrazioni di atti pubblici e privati, compravendite con o senza accollazione di ipoteche, richieste di stime esecutive o rilascio dei fogli di possesso.
Naturalmente non c'erano più i vecchi Statuti del sodalizio vezzano-padergnonese e la vita comunitaria era ordinata dal Regolamento delle Comuni e dei loro Capi emanato nell'ottobre 1819 dal governo austriaco per il Tirolo e il Vorarlberg. I censiti eleggevano la Rappresentanza comunale, formata per i primi cento elettori da dieci individui, e poi da un altro individuo per ogni venti altri elettori. I rappresentanti erano eletti separatamente da due corpi elettorali su base censitaria in ragione della consistenza dell'imposta, e gli elettori davano il loro voto pubblicamente ed oralmente davanti alla commissione [elettorale] riunita. Le mogli, le vedove, le nubili e le separate erano considerate soggette a tutela o a curatela, e quindi dovevano esprimersi tramite il marito (le prime) oppure (tutte le altre) mediante procuratori. Tutte le sedute della Rappresentanza erano pubbliche, eccettuato il periodo di neoassolutismo politico (1851-1862).
La Rappresentanza, che durava in carica tre anni, sceglieva poi nel suo seno a pluralità assoluta di voti la Deputazione comunale, formata da un Capocomune e da due Consiglieri. Il Capocomune era assistito da un Cassiere (che assisteva il Capocomune nella rigorosissima stesura del bilancio consuntivo e di previsione), da un Esattore per la scossione e il versamento delle imposte dirette, e forse anche da un Segretario pagato dallo stesso Capocomune. La prima normativa istituzionale comunale del 1819 venne affinata in epoca asburgica con varie seguenti disposizioni di legge, le più importanti delle quali sono la legge provvisoria del 1849, la legge quadro del marzo 1862 (Disposizioni fondamentali per gli affari comunali), il Regolamento per la Contea Principesca del Titolo del gennaio 1866 e la legge del giugno 1892.
A livello molto generale, il potere del Comune dei regolamenti si presentava più debole di quello del Comune delle regole, e rifletteva il passaggio dalla medievale congerie istituzionale all'asburgico assolutismo selettivamente decentrato. Erano sparite le competenze giurisdizionali, quelle di polizia giudiziaria e molte di polizia urbana, tutte assorbite dall'onnipotente Giudizio distrettuale e dalla sua gendarmeria, sotto tutela del quale (oltre che del Capitanato trentino, e della Dieta, della Giunta, e della Luogotenenza enipontane) il nuovo Comune veniva a trovarsi, ed al quale doveva frequentemente rapportarsi.
Rimanevano al Capocomune alcune competenze attenuate di polizia locale per tutto ciò che concerne la nettezza, la sanità, i poveri, le strade, il fuoco, i mercati, il buon costume, i domestici; la sorveglianza per la conservazione dei termini di confine e la cura per la sicurezza delle persone e delle proprietà; l'impedimento della questua sulle strade e l'allontanamento dal comune dei mendicanti che non appartengano al medesimo. A tutto ciò andavano ad aggiungersi anche alcune prerogative di polizia edilizia, come l'applicazione del (generico) regolamento edilizio ed il rilascio delle licenze; la manutenzione dei locali scolastici popolari e della canonica, e il tentativo di conciliazione sine iure fra eventuali parti contendenti, tramite uomini di fiducia. Nell'esercizio di queste funzioni il Capocomune poteva comminare multe fino a dieci fiorini (venti corone) oppure, dietro convalida del Giudizio di Vezzano, l'arresto fino a 48 ore.
Allo stato attuale delle ricerche, troviamo per la prima volta nominata la Rappresentanza padergnonese in un documento del novembre 1845, nel quale appare anche il Deputato comunale Pietro Sommadossi, a proposito della vendita del campo alla Spighéta per rifondere la campana maggiore rotta. Essa ricompare anche nell'agosto 1851 in una transazione col curato per la fruizione della canonica e dell'orto annesso, e nel documento del 1905 di fondazione del legato Borselli, nel quale è menzionato anche il Consigliere Daniele Rigotti. In una permuta del 1908 per la nuova sede comunale troviamo ricordati i due Consiglieri Illuminato Bassetti e Mansueto Biotti. Il primo nome di un Capocomune appare nel 1822: Valentino Chemelli. Seguono poi Pietro Sommadossi (1831), Decarli (1842), Carlo Rigotti (1851-1857), Decarli (1857-1860), Domenico Sommadossi (1860-1863), Beatrici (1866), Bernardino Rigotti (1870), Fortunato Rigotti (1873), Costante Decarli (1878), Morelli (1879-1882), Cesare Graziadei (1895), Bernardino Rigotti (1896), Decarli (1903), Francesco Morelli (1905), Cesare Beatrici (1908), Porfirio Sommadossi (1914-1917).
Delle due sfere d'azione attribuite in epoca asburgica al Comune, una, quella detta delegata, lo obbligava a cooperare agli scopi della pubblica amministrazione: pubblicazione delle leggi, scossione delle imposte, cooperazione in affari di coscrizione e leva, provvisione alloggi e trasporto militari, consegna di ricercati o disertori, allontanamento dei forestieri sospetti, sorveglianza su pesi e misure, rilascio delle carte di iscrizione, dei certificati di buona condotta e dei permessi politici di matrimonio. L'altra, quella pur chiamata indipendente, permetteva finalmente al Comune stesso di liberamente ordinare, disporre ed eseguire con le proprie forze. Le quali ultime, però, per le nostre piccolissime comunità rurali, erano spesso assai esigue, consegnate com'erano alla gestione dell'avaro patrimonio comunale, alle tenui addizionali alle steore (imposte dirette), al dazio sui (magri) consumi (imposte indirette), e a varie altre soffertissime sovrimposte.
Nel 1908 la cancelleria cambiò residenza: in seguito a una permuta e a un versamento in contanti, l'amministrazione comunale, insieme con la scuola (che compare nei documenti a partire dal 1854) e la canonica, si trasferì nell'odierno palazzo comunale. Condussero la transazione il Capocomune Cesare Beatrici e i consiglieri deputati Illuminato Bassetti e Mansueto Biotti. Intanto a partire dal 1907 anche le elezioni comunali si svolgevano a suffragio universale maschile, secondo la nuova legge elettorale asburgica.

### Primo assaggio d'italianità
Dal novembre 1918 la Comunità, conservando le vecchie istituzioni asburgiche, come tutte altre trentine, prese ordini dal Governatorato militare, diretto dal generale Pecori Giraldi e trasformato nel luglio 1919 in Governatorato civile con a capo Luigi Credaro. Nel 1921 si fece il censimento: Padergnone contava 431 abitanti e sulle prime il governo italiano sembrava orientato a favorire le autonomie locali. Nel novembre dello stesso, infatti, venne istituita la Giunta provinciale straordinaria per la Venezia Tridentina con sede a Trento in piazza Dante, la quale però venne abolita nell'ottobre del 1922 dai fascisti che si apprestavano a governare a modo loro l'Italia, dando in mano il Trentino e l'Alto Adige ad un prefetto fino al gennaio 1923.
Proprio nel gennaio 1923 la Venezia Tridentina assunse il nome di provincia di Trento retta da un Commissario reale straordinario, dalla quale solo nel 1927 si staccherà la Provincia di Bolzano. Sempre nel 1923 furono emanate disposizioni in base alle quali anche la Rappresentanza padergnonese doveva chiamarsi Consiglio e la Deputazione assumere il nome di Giunta comunale. Già nel 1921, però, i Padergnonesi chiamavano sindaco il capocomune Enrico Decarli. Dal 1918 l'i.r.Giudizio Distrettuale di Vezzano aveva preso il nome di Pretura e, come tale, sarebbe rimasto in piedi fino all'aprile del 1931. Giunte e Consigli comunali durarono a malapena due anni, sostituiti come furono, a partire dal 1925, da un'unica autorità, il Podestà, di nomina governativa. Intanto iniziava la concentrazione delle piccole comunità che avrebbe ridotto in poco tempo il numero dei comuni trentini da 371 a 113. In esecuzione del Regio Decreto del marzo 1928 Padergnone venne aggregato come frazione al Comune di Vezzano e i beni sottoposti ad uso civico vennero governati da un Comitato frazionale del quale facevano parte rappresentanti di Vezzano, Padergnone, Fraveggio, Lon, Ciago, s.Massenza, Ranzo e Margone.
Il duce del fascismo, Benito Mussolini, eliminò qualsiasi tipo di elezione, considerata un inutile ludo cartaceo; poi dichiarò guerra alla Francia, alla Gran Bretagna, all'Unione Sovietica e agli Stati Uniti d'America; e infine venne giustiziato a Giulino di Mezzegra, mentre tentava di scappare in Svizzera travestito da ufficiale tedesco. Fu a questo punto che si prese la decisione di restaurare il regime elettorale con gli interessi, e di far votare uomini e donne padergnonesi a suffragio universale diretto tanto nel referendum del 1946 quanto nelle successive elezioni comunali.

### Padergnone ai Padergnonesi
Padergnone era l'unica fra le frazioni vezzanesi ad avere il bilancio in attivo e l'impressione precisa di essere piuttosto trascurata dal capoluogo. Furono raccolte le firme sufficienti per chiedere il distacco del Paese dal comune di Vezzano e la sua ricostituzione in comune autonomo con la circoscrizione territoriale preesistente alla sua aggregazione al comune di Vezzano. Perché ciò avvenisse era necessario che almeno la maggioranza relativa dei suffragi dell'intero comune di Vezzano risultasse favorevole. Quando il 14 ottobre 1951 si tenne il referendum, si ebbero 352 voti per il sì e 351 per il no. Dei 310 elettori padergnonesi, solo 234 si presentarono al voto, 2 votarono scheda bianca e 6 espressero la volontà di restare uniti a Vezzano.
Passò poi quasi un anno impiegato a mettersi d'accordo sulla spartizione dei beni comunali e quindi si provvide ad emanare la Legge regionale del 23 agosto 1952, con la quale il Presidente della Giunta regionale Odorizzi, su approvazione del Consiglio della neocostituita (1948) Regione Autonoma Trentino-Alto Adige a statuto speciale, decretava la ricostituzione del Comune di Padergnone. Ci vollero inoltre altri quattro mesi prima che, con Decreto regionale del 1º gennaio 1953, fosse nominato per il neoricostituito Comune un Commissario straordinario (ai fini di constatare la situazione patrimoniale e finanziaria del Comune) nella persona del signor Matteo Adami. Passarono infine quasi diciotto mesi prima che nel giugno del 1954 venisse eletto il nuovo Consiglio comunale, in seno al quale l'Adami era eletto Sindaco, e si desse il via agli uffici comunali e all'anagrafe.
I censiti eleggevano direttamente a suffragio universale il Consiglio comunale, in seno al quale erano poi scelti il Sindaco e la Giunta comunale. Dopo il quadriennale mandato di Matteo Adami (1954-1958), fu la volta di Giuseppe Decarli, che fu sindaco per due mandati consecutivi, dal dicembre del 1958 al marzo del 1967. Seguirono poi Giuseppe Morelli (marzo 1967-aprile 1971) e, per altri due mandati (dall'aprile 1971 al giugno 1980), ancora Giuseppe Decarli. Dal giugno 1980 al giugno 1995 resse il Comune con tre mandati quinquennali consecutivi Valentino Bassetti.
A partire dalle elezioni comunali del 1995 il Sindaco venne eletto direttamente dai censiti quale capo della lista col maggior numero di suffragi. A partire dal giugno 1995 il Comune fu retto da Luca Maccabelli, che ebbe dagli elettori la riconferma del mandato sia nel 2000 che nel 2005.

### Simboli
Lo stemma e il gonfalone sono stati approvati con D.G.P. del 16 marzo 1990, n. 2625.
Stemma
Gonfalone

## Monumenti e luoghi d'interesse

### Architetture civili
- Obelisco risorgimentale di Padergnone

### Architetture religiose
- Chiesa dei Santi Filippo e Giacomo.

## Società

### Evoluzione demografica
Abitanti censiti